# Memphis (Michigan)
Memphis é uma cidade localizada no estado americano de Michigan, no Condado de Macomb e Condado de St. Clair.

## Demografia
Segundo o censo americano de 2000, a sua população era de 1129 habitantes.
Em 2006, foi estimada uma população de 1124, um decréscimo de 5 (-0.4%).

## Geografia
De acordo com o United States Census Bureau, a cidade tem uma área de 3,0 km², com 2,9 km² cobertos por terra e 0,1 km² coberto por água. Memphis localiza-se a aproximadamente 238 m acima do nível do mar.

## Localidades na vizinhança
O diagrama seguinte representa as localidades num raio de 20 km ao redor de Memphis.